# Burgstall Niederwinden
Der Burgstall Niederwinden bezeichnet eine abgegangene Höhenburg auf etwa 360 m ü. NN oberhalb der Elz im „Herrenwald“ (Gewann „Burgstall“) südwestlich des Scharbachs beim Dorf Niederwinden, einem heutigen Ortsteil der Gemeinde Winden im Elztal im Landkreis Emmendingen in Baden-Württemberg.
Für die Entstehung der Burg wird der Zeitraum zwischen 1250 und 1400 angenommen. Wenn es sich um einen unberechtigten Burgenbau während des Interregnums von 1245 bis 1273 handelte, könnte er später wieder durch Rudolf von Habsburg zerstört worden sein. Als Besitzer der Burg werden unter anderen auch die Herren von Schwarzenberg oder die Familie Hübschmann genannt.
Die Burgstelle mit unregelmäßig ovalem Grundriss zeigt heute nur noch Geländestrukturen. Die ehemalige Burganlage, die vielleicht nie ganz fertiggestellt wurde, verfügte über eine Kernburg mit einem etwa 1,5 m hohen aufgeschütteten Hügel, was auf eine Motte hinweisen könnte, eine etwa 80 bis 90 m lange Vorburg und einen Halsgraben.